# Грађански рат у Сирији
Грађански рат у Сирији је текући оружани конфликт између представника власти и опозиције у Сирији. Почео је 15. марта 2011. године истовременим демонстрацијама у више сиријских градова против сиријске владе и председника Сирије Башара ел Асада, под утицајем Арапског пролећа. Демонстранти су тражили крај владавине Баас партије у Сирији, већа грађанска и социјална права као и одлазак са власти Башара ел Асада. Протести и демонстрације су касније прерасли у оружане сукобе, а 2012. године сукоб побуњеника и Војске Сирије прераста у грађански рат.
У пролеће 2011. сиријска влада користи Војску Сирије у гушењу протеста и демонстрација. Неколико градова је опседнуто, а у неким градовима је сиријска војска користила и ватрено оружје те пуцала на демонстранте. Ово је довело до револта у самим оружаним снагама, па је један број припадника војске дезертирао и прикључио се демонстрантима а касније су формирали Слободну армију Сирије. Сиријска власт је ове оружане формације оцењивала као терористичке те је дошло до оружаног сукоба побуњеника и регуларне војске.
По различитим изворима до 23.000 људи је погинуло, укључујући у тај број око 19.000 бораца са обе стране и око 1.800 демонстраната. Око 1,5 милиона Сиријаца је напустило своје домове. Десетине хиљада избеглица је избегло у Ирачки Курдистан, Јордан, Либан и Турску. Десетине хиљада људи су ухапшене а постоје и подаци о тортури у затворима.
И једна и друга страна у конфликту су оптужене да су чиниле ратне злочине, зверства и тортуру над заробљеницима као и коришћење цивила као живи штит.
Арапска лига, САД, Европска унија и друге земље су оптуживали сиријски режим због бруталног обрачуна са демонстрантима. Покушај да се кроз Савет Безбедности, као на примеру Либије, уведе зона забрањеног лета и изврши војна интервенција блокирале су Кина и Русија у страху од додатне ескалације насиља и једностраних решења. Арапска лига је у новембру 2011. искључила Сирију из те организације. Касније су Уједињене нације послале специјалног изасланика Кофија Анана, и посматрачку мисију ради мирног решења и смиривања насиља.
Црвени Крст је 15. јула 2012. прогласио сукоб у Сирији унутрашњим оружаним конфликтом, односно грађанским ратом, што је значило пуну примену међународног хуманитарног права под Женевском конвенцијом.

## Историја
Сирија је постала независна република 1946. У марту 1949, демократску власт су срушили пучисти које су подржавале САД. Два следећа војна пуча догодила су се исте године. Устанак 1954. против војне власти вратио је власт грађанима. На првим слободним изборима победио је Шукри ал-Куватли, који је био председник у време пуча у марту 1949. Након успостављења уније са Египтом 1949. године парламентарни систем је смењен високо централизованим председничким системом. Унија је престала да постоји 1961. када је Сирија иступила из договора. Државни удар 8. марта 1963. на власт је довео Баас партију, а 1966. се догодио још један државни удар. Године 1970. тадашњи министар одбране Хафиз ел Асад дограбио је власт и прогласио је себе за председника. На овој позицији остао је до смрти 2000. Од тада је Баас партија постала главна политичка снага у Сирији, а грађани Сирији су имали право да одобре председника референдумом али нису имали право на вишепартијске изборе.
Године 1982. на врхунцу шестогодишњег исламског устанка широм земље, Асад је спровео војну акцију на град Хама који је био центар заједнице суни муслимана, а где су се налазиле седишта исламистичких организација попут Муслиманског братства. Ово је остало познато као Масакр у Хами, у коме је страдало на хиљаде људи.

### Сирија у 21. веку
Хафиз ел Асад је умро 2000. године од болести плућа. Наследио га је Башар ел Асад који је дошао на власт након што је промењен Устав у коме се смањен потребан број година за председника са 40 на 34.
Башар ел Асад са доласком на власт донео је и наде за реформама. Вођене су политичке и социјалне дебате у којима су захтеване промене, од јула 2000. до августа 2001. Овај период се завршио у августу 2001. када су ухапшене вође покрета који је захтевао слободне изборе и тражио грађанску непослушност.
Неколико протеста од 2004. године десило се у делу Сирије који је насељен Курдима. Те године су букнули протести на североистоку у граду Камишли. Током фудбалског меча, неколико навијача је истакло курдску заставу и меч се претворио у политички конфликт. Полиција је реаговала у сукобу између Арапа и Курда и убијено је неколико десетина људи. Након тога било је још неколико сукоба Курда и сиријских органа безбедности.
Асадова породица потиче из мањинске Алави секте, чији припадници чине 12% становништва Сирије. Припадници ове секте држе контролу државне безбедности, што изазива бес код Суни муслимана, којих има око 75% сиријске популације. Мањински Курди се такође буне против актуелне власти. Стање људских права и грађанске слободе у Сирији такође представљају један од главних узрока побуна и немира. Социјални и економски фактори као што су слабљење и пад животног стандарда, смањење државне помоћи најугроженијима (последица постепеног преласка на тржишну економију), слабљење државних дотација у пољопривреди, повећана незапосленост међу младима такође утичу на стање у друштву и компликују унутрашње политичко, економско и социјално стање у Сирији.

### Арапско пролеће
Након више од 40 година породице Асад под утицајем револуција у арапским државама током зиме 2010—2011. дошло је до прве напуклине у политичком систему 28. јануара и 3. фебруара 2011. и позив на демонстрације 22. фебруара 2011. Реформистичке странке Сирије с седиштем и подршком у САД као и подршком Израела, не доносе промене, али сви новинари јављају о друштвеној заглушујућој тишини пред експлозију. Доласком арапског пролећа мења се ситуација на Блиском истоку и северу Африке. У земљама северне Африке долази до политичких промена током којих су многи дугогодишњи режими и владари свргнути демонстрацијама и грађанским протестима (у Тунису, Египту, Мароку) али и грађанским ратом, као што је био случај у Либији.

### Побуна
До отворене побуне против сиријске владе долази 15. марта 2011. демонстрацијама у неколико мањих сиријских градова. У покушају смиривања ситуације председник Башар ел Асад је покушао да да уступке демонстрантима, али то није довело до смиривања ситуације па је влада прешла на методу „штапа и шаргарепе“ то јест с једне стране је давала политичке уступке од којих највећи постаје укидање ванредног стања док је с друге стране послала тенкове и војску да угуши немире. Слично као и у Либијском рату за разлику од осталих „мирних арапских револуција“ у овој побуни „ненаоружани“ демонстранти то јест цивили су пружили оружани отпор што је довело до жртава на обе стране иако је због неуспоредиво боље наоружаности сиријске војске однос убијених војника насупрот „цивила“ око један на према шест. Зависно од интерпретација борбе између војске и демонстраната или гушење цивилних демонстрација се воде више од 45 дана, а седиште побуне је постао Дера, сиријски град на граници с Јорданом. Без обзира на немире или побуну што је зависно од интерпретација да сиријска влада контролише ситуацију због потпуне лојалности војске и због подршке већине становника тако да су ове „демонстрације“ много мање него сличне у Египту, Тунису, Јемену и слично. Међутим, након оружаног сукоба и погибије два демонстранта на протестима 18. марта 2011. у Дамаску долази до масовних хапшења.

### Грађански рат

#### Битка за Дамаск (2012)
Град Дамаск, престоница Сирије, био је поприште грађанских протеста, немира и отворених оружаних сукоба. Као важан стратешки центар у коме су смештене државне институције и војни командни центри у Дамаску су вођене велике уличне борбе између армије и побуњеника. У више наврата у Дамаску су се одигравали и терористички напади бомбаша-самоубица. У недељу 15. јула 2012, у вечерњим сатима, побуњеници су кренули у офанзиву на Дамаск. Сукоби су започети у предграђима да би се неколико дана касније проширили и на остале делове града. Сиријска војска је узвратила минобацачком ватром а цео догађај је додатно распламсао сукоб који је, практично, прерастао у грађански рат. Неколико дана касније, 17. јула, Војска Сирије је појачала дејство уводећи у борбу и јуришне хеликоптере као и хеликоптере топовњаче. То је био први пут од избијања сукоба да се у непосредној ватреној подршци користе такве летелице. Сиријска армија је такође отпочела и гранатирање квартова које су побуњеници током вишедневних борби освојили. Одлучна да поврати потпуну контролу над Дамаском она је отпочела офанзивна дејства на квартове под контролом побуњеника. Као додатно појачање армија је извела пребацивање трупа са Голанске висоравни. Сутрадан, 18. јула, борбе су настављене већим интензитетом а побуњеници су нападали важније стратешке тачке као што су седиште обавештајне службе, полицијске станице, касарне и међународни аеродром. Током сукоба, у терористичком самоубилачком нападу од стране групе Лива ал-Ислам на центар обавештајне службе убијен је и сиријски министар одбране Дауд Рајха, као и његов заменик Асеф Шавкат. Сиријска војска је извела прегруписавање трупа, припрему и 20. јула започела офанзиву у циљу ослобађања престонице. У тим дејствима успела је да одбаци побуњеника из њиховог упоришта у кварту Мидан, поврате контролу над неким квартовима и, уз помоћ артиљерије, авијације и оклопних јединица разбију веће побуњеничке групе које су се инфилтрирале у Дамаск. Највеће упориште побуњеника у Дамаску је остало у кварту Салахедин на кога су снаге сиријске армије сконцентрисале артиљеријску и авијацијску ватру.

#### Битка за Алеп (2012—2016)
Слободна сиријска армија је 19. јула 2012. упала у делове града Алепа и отпочела битку за Алеп. Истовремено одржавани су протести против режима Башара ал Асада. Војска Сирије је сутрадан, 20. јула, започела гранатирање града и положаја устаника. Борбе између устаника и регуларне армије су трајале, променљивог интензитета, до отпочињања контраофанзиве Сиријске војске, 28. јула 2012. Неколико дана раније, 24. јула, Сиријско ваздухопловство је по први пут од избијања сукоба извело ваздушне ударе по побуњеницима, користећи школске авионе L-39 албатрос. Интензитет борби нарочито је појачан у току претходног, 23. јула. Истовремено са појачавањем интензитета борби у затвору у Алепу, због лоших услова, избила је побуна која је угушена 24. јула са око 15 погинулих затвореника. Сутрадан, 25. јула, Сиријска армија извела је прегруписавање и појачање трупама дислоцираних са границе са Турском, упоредо са интензивирањем борби у кварту Ел Џамалија. 27. јула Војска Сирије је отпочела груписање артиљерије и тенкова око Алепа и припреме за контраофанзиву. Истовремено цивили су напуштали град а побуњеници ојачавали и прикупљали муницију и опрему. Сутрадан, 28. јула, Сиријска војска је отпочела контраофанзиву у циљу заузимања Алепа и уништавања побуњеничких снага у граду. Уз употребу тенкова и теше артиљерије, подржана из ваздуха хеликоптерима топовњачама и лаком јуришном авијацијом Сиријска војска је отпочела контраофанзиву у југозападним деловима Алепа. У жестоким окршајима у насељу Салахедин и осталим деловима града погинуло је око 29 људи. Побуњеничке снаге су оскудевале у средствима за одбрану од ваздушних напада који су настављени и сутрадан, нарочито око главног упоришта, насеља Салахедин.

#### Руска интервенција у Сирији
Сматра се да су руски ваздушни удари и војна помоћ спасили Сиријску војску од пораза. Захваљујући руској подршци, Сиријска армија успева да ослободи 12.000 km² територије.

#### Турска интервенција у Сирији
Република Турска је августа 2016. објавила почетак операције „Штит Еуфрата" и послала своје војне снаге на територију Сирије како би помогла својим савезницима, сиријској опозицији да заузме што више територија како би имала бољу преговарачку позицију, циљ је такође био доказати да терористичка група Слободна сиријска армија постоји и да може бити ефективна у борби против Исламске Државе са којом је Турска раније сарађивала, подржавала и трговала нафтом.
У борбеним операцијама поред турских снага, у великом броју учествују локални Туркмени али и Арапи.
Снаге Штита Еуфрата су у почетку за кратко време заузеле делове северне Сирије и одсекле Исламску државу од границе са Турском. Турска војска и терористи су истовремено започели нападе против снага Рожаве али на интервенцију САД су ограничили већину борбених дејстава против Исламске Државе. Турска војска и терористи су 104 дана водили борбу за преузимање града Ал Баб; у тој бици је погинуло око 2.000 људи укључујући и 450 цивила.

## Исламска држава
Исламска држава Ирака и Сирије (скраћено ИСИЛ или ИСИС) је првобитно формирана као милитантна група, која своје корене вуче од сунитских фундаменталистичких група које су почетком 2004. настале у Ираку након америчке инвазије те водиле оружану борбу против америчких и других западних трупа, а потом формално изразиле верност ал Каиди.
ИСИЛ је током следећих неколико година био активан и у борби против ирачких шиитских паравојних формација, а после америчког повлачења и против ирачке владе. Његове активности у самом Ираку су до 2012. године биле значајно смањене, и није се сматрао значајним фактором.
Међутим, избијање грађанског рата у Сирији је ИСИЛ-у дало прилику да прошири своје активности на Запад, односно да склопи савез са другим исламистичким групама, али и посредно добије оружје, опрему и новац од САД и њихових савезника. То се, између осталог, 2012. године одразило и на освајање града Ал-Рака, који је постао први већи град под контролом сиријских побуњеника, али и ИСИЛ-ово седиште. ИСИЛ се ускоро сукобио са другим исламистичким фракцијама у Сирији, што је 2013. године довело до тога да Ал Каида нареди његово распуштање, што је ИСИЛ-ов лидер Ебу Бекр ел Багдади одбио да учини.
У јуну 2014. ИСИЛ је предузео велику офанзиву у Ираку која је довела до освајања Мосула, Тикрита те бројних стратешки важних градова у северном и централном делу Ирака. Од 2014. године ИСИЛ је контролисао велики део Сирије и постао веома важан фактор у сиријском грађанском рату.
Великом офанзивом Сиријске армије, потпомогнуте од стране Русије, током 2017. године ИСИЛ је изгубио највећи део територије Сирије који је до тада контролисао.

#### Руски ваздушни удари 2015.
30. септембра 2015. године, у складу с одлуком врховног команданта Руских оружаних снага Владимира Путина, авиони Руских ваздушних снага су започели ваздушне операције, укључујући прецизне нападе на мете Исламске државе на терену на територији Сирије. Напад је уследио након што је парламент Русије одобрио Путину употребу војске у Сирији, након формалног захтева председника Асада да Русија помогне.

## Интернет револуције
Слично као и у осталим арапским револуцијама 2010-11. интернет, мобилни телефони и слични уређаји играју велику улогу у преношењу вести и запажања, како ратних извештача тако и цивила и људи укључених у сама ратна дејства. Популарни портали, блогови и сајтови за приказивање видео-снимака играју важну улогу у креирању јавног мњења. Моћ савремених мултимедијалних уређаја и интернета и утицај на гледаоце је био сличан оном утицају који је имала телевизија током Вијетнамског рата. Иако је Сирија као и Либија блокирала интернет и телекомуникациони приступ својим грађанима вести, слике и видео материјал су се пробијали до познатих интернет страница. Као контрамеру блокади побуњеници су користили различите приступе пратећи искуства стечена на другим кризним жариштима током Арапског пролећа. Нарочито је развој хардвера помогао побуњеницима у овоме. За разлику од претходних сукоба камере су доступне на скоро сваком телефону са могућношћу директног слања видео материјала са тих уређаја. Њима су смањени габарити, цена и приступачност те је било практично немогуће спречити снимање и бележење ратних дејстава.